# Jetmir Haliti
Jetmir Haliti, född 14 september 1996 i Växjö, är en svensk-kosovansk fotbollsspelare som spelar för Jagiellonia Białystok i Ekstraklasa.

## Karriär
Haliti växte upp i Malmö, och hans moderklubb är MABI. Mellan 2013 och 2015 spelade han för BK Olympic.
I september 2015 skrev Haliti på ett tvåårskontrakt med start i december 2015. Redan i mars 2016 bytte han klubb till FC Rosengård.
I mars 2018 lånades Haliti ut till Landskrona BoIS på ett låneavtal över säsongen 2018. Haliti debuterade i Superettan den 16 juni 2018 i en 2–1-förlust mot IK Brage, där han blev inbytt i den 62:a minuten mot Bahrudin Atajić. I december 2018 värvades Haliti av Jönköpings Södra IF, där han skrev på ett treårskontrakt.

### AIK
Haliti skrev den 21 januari 2021 på för den allsvenska klubben AIK. Kontraktet gjorde honom knuten till klubben fram till den 31 december 2023. AIK ska ha betalt Jönköpings Södra 1,2 miljoner kronor för Haliti. Enligt andra källor ska även Hammarby IF och Malmö FF varit intresserade av spelaren. Den 15 november 2023 meddelade Haliti att han lämnar AIK.
I mars 2022 lånades Haliti ut till Mjällby AIF på ett säsongslån.

### Utlandsflytt
I december 2023 skrev Haliti på för polska Jagiellonia Białystok.